# Большая Супра
Большая Супра (
сибирскотат. 
Олы Сопра) — река в России, протекает в Тюменской области. Устье реки находится в 800 км по правому берегу реки Иртыш. Длина реки составляет 66 км.
Система водного объекта: Иртыш → Обь → Карское море.

## Данные водного реестра
По данным государственного водного реестра России относится к Иртышскому бассейновому округу, водохозяйственный участок реки — Иртыш от впадения реки Ишим до впадения реки Тобол, речной подбассейн реки — бассейны притоков Иртыша от Ишима до Тобола. Речной бассейн реки — Иртыш.
Код объекта в государственном водном реестре — 14010400112115300012328.

### Притоки (км от устья)
- 38 км: река Листвянка (пр)
- 40 км: река без названия (лв)
- 49 км: река Тайдин (лв)